# Hans A. Jenny
Hans A. Jenny (* 13. Juni 1931 in Riehen; † 18. April 2022 in Liestal) war ein Schweizer Journalist, Redaktor und Autor von kulturhistorischen Sachbüchern. Er lebte in der Oberbaselbieter Gemeinde Tecknau, wo er eine umfangreiche Privatbibliothek aufgebaut hat.

## Leben und Werk
Hans A. Jenny war der Sohn von Albert Jenny und Margaretha, geborene Bühler. Als einziger Sohn wuchs er in Riehen auf. Sein Lehrer Hans Renk unterrichtete ihn in Geografie, Geschichte und Deutsch und beeinflusste Jennys Werdegang nachhaltig.
Als gelernter kaufmännischer Angestellter verfasste Jenny für die Riehener Zeitung zahlreiche Kolumnen unter dem Pseudonym «Erle-Hätzle» und «Riocho». Zudem war er erster Redakteur beim Doppelstab und Mitarbeiter des Nebelspalters. In den folgenden Jahren machte sich Jenny auch als Schriftsteller, Sachbuchautor und durch seine TV-Beiträge einen Namen.
Jenny lebte ab 1977 in Tecknau und war seit 2002 Ehrenbürger dieser Gemeinde. Er war mit Marie-Luise Jenny verheiratet. Hans A. Jenny verstarb am Ostermontag den 18. April 2022 im Alter von 90 Jahren im Kantonsspital Liestal.

## Auszeichnungen
- 1993: Kulturpreis der Basellandschaftlichen Kantonalbank
- 1995: Kulturpreis der Gemeinde Riehen

## Werke (Auswahl)
- Baslerisches – Allzubaslerisches. Anekdoten, Geschichten und Histörchen aus Basel. Pharos, Basel 1961.
- Morde, Brände und Skandale. Ein Panoptikum aus Basels finsterster Geschichte. Pharos, Basel 1970.
- Menschen, Tiere, Sensationen. Ein nostalgisches Panoptikum fantastischer Attraktionen. Nebelspalter, Rorschach 1986, ISBN 978-3-85819-080-2.
- Heimatkunde Tecknau. Verlag des Kantons Basel-Landschaft, Liestal 1987.
- Wundertiere. SJW, Zürich 1988.
- Wir bitten zu Tisch. Nostalgische Tafelkultur und kulinarisch-gastronomische Raritäten. AT, Aarau 1988, ISBN 3-85502-315-8.
- Basler Anekdoten. Reinhardt, Basel 1990, ISBN 3-7245-0711-9.
- Schweizer Originale. Porträts helvetischer Individuen:
  - Teil 1: Nebelspalter, Rorschach 1991, ISBN 3-85819-158-2.
  - Teil 2: Nebelspalter, Rorschach 1992, ISBN 3-85819-176-0.
  - Teil 3: Nebelspalter, Rorschach 1993, ISBN 3-85819-187-6.
  - Teil 4: Reinhardt, Basel 1998, ISBN 3-7245-1034-9.
  - Teil 5: Reinhardt, Basel 1998, ISBN 3-7245-1073-X.
- Die verrückteste Nostalgia. Die haarsträubendsten „Wundermenschen“. Basler Zeitung, Basel 1995, ISBN 3-85815-288-9.
- Basler Originale. Reinhardt, Basel 1996, ISBN 3-7245-0923-5.
- Die wahnwitzigste Curiosa. Die extremsten Sondersachen. Basler Zeitung, Basel 1997, ISBN 3-85815-308-7.
- Sissi. Liebe, Tragik und Legenden. Reinhardt, Basel 1998, ISBN 3-7245-1000-4.

## Einzelbelege
1. ↑  bz News vom 20. April 2022: Todesfall: Basler Autor Hans A. Jenny verstorben, abgerufen am 20. April 2022.

| Personendaten    | Personendaten                      |
| ---------------- | ---------------------------------- |
| NAME             | Jenny, Hans A.                     |
| ALTERNATIVNAMEN  | Jenny, Hans; Jenny, Hans Albert    |
| KURZBESCHREIBUNG | Schweizer Journalist und Buchautor |
| GEBURTSDATUM     | 13. Juni 1931                      |
| GEBURTSORT       | Riehen                             |
| STERBEDATUM      | 18. April 2022                     |
| STERBEORT        | Liestal                            |